# Lucia Banti
Lucia Banti (eigentlich Lucia Scafati Bizzarri; * 14. Januar 1926 in Rom; † 30. September 2010 in Jesi, Marken) war eine italienische Schauspielerin.
Banti trat zwischen 1953 und 1961 in etlichen Filmen auf, wo die vorher als Näherin arbeitende attraktive und fotogene Darstellerin Nebenrollen vor allem in Komödien erhielt, sowie eine Hauptrolle als Aldo Fabrizis Tochter in Geliebte Tram. Ihre weiteren Filme blieben ohne besondere Meriten, sodass sie sich wieder aus dem Filmgeschäft zurückzog. 1962 heiratete sie Lamberto Bizzarri und war Besitzerin des Palazzo Bello di Recanati.

## Filmografie
- 1953: Se vincessi cento milioni
- 1953: Verdi, ein Leben in Melodien (Giuseppe Verdi)
- 1954: Il paese dei campanelli
- 1954: Gran varietà
- 1954: Pietà per chi cade
- 1954: Geliebte Tram (Hanno rubato un tram)
- 1955: Lacrime di sposa
- 1957: Onore e sangue
- 1959: Judith – Das Schwert der Rache (Giuditta e Oloferne)
- 1960: Toro bravo
- 1960: La donna di ghiaccio
- 1961: Gli scontenti